# Rhynchospora aripoensis
Rhynchospora aripoensis là loài thực vật có hoa trong họ Cói. Loài này được Britton miêu tả khoa học đầu tiên năm 1921 publ. 1922.